# 9215 Taiyonoto
9215 Taiyonoto eller 1995 UB45 är en asteroid i huvudbältet som upptäcktes den 28 oktober 1995 av de båda japanska astronomerna Kazuro Watanabe och Kin Endate vid Kitami-observatoriet. Den är uppkallad efter Taiyonoto, som byggdes för Expo '70.
Asteroiden har en diameter på ungefär 4 kilometer.